# Estrella enana
El término estrella enana hace referencia a una variedad de distintas clases de estrellas. El término fue originalmente acuñado en 1906 cuando el astrónomo danés Ejnar Hertzsprung se dio cuenta de que las estrellas más rojas (clasificadas como K y M en el esquema de clasificación de Harvard) podían ser divididas en dos grupos distintos. O bien, mucho más brillantes que el Sol, o mucho más débiles. Para distinguir estos grupos, los denominó estrellas "gigantes" y "enanas", siendo así las estrellas enanas más débiles y las gigantes más brillantes que el Sol. El alcance del término "enana" se amplió posteriormente para incluir lo siguiente:
- Bajo la denominación de estrella enana se hace referencia generalmente a cualquier estrella de la secuencia principal, una estrella de clase de luminosidad V.
  - Enanas rojas: son estrellas de baja masa de la secuencia principal.
  - Enanas amarillas: estrellas (enanas) de la secuencia principal con masas comparables a la del Sol.
  - Enanas naranjas: son estrellas de tipo-K de la secuencia principal.
- Una enana azul es una clase hipotética de estrellas de masa muy baja que incrementan su temperatura tan pronto como llegan al final de su vida en la secuencia principal.
- Las enanas blancas son estrellas compuestas por materia de electrones degenerados, a pesar de encontrarse en la etapa final de su evolución, no son lo suficientemente masivas como para colapsar en una estrella de neutrones o explotar como una supernova de tipo II (estrellas menos masivas que 9 masas solares).
  - Una enana negra es una enana blanca que se ha enfriado lo suficiente de tal manera que ya no emite ninguna luz visible.
- Una enana marrón es un objeto subestelar no lo bastante masivo como para fusionar el hidrógeno en helio, aunque lo suficientemente masivo para fusionar deuterio (menos de aproximadamente 0,08 masas solares y más de 13 masas jovianas), aproximadamente.

- Datos: Q244393